# Один-до-багатьох

Одна книга може мати багато сторінок. Одна сторінка може бути лише в одній книзі.

У системному аналізі, відношення один-до-багатьох — тип кардинальності, який стосується відношення між двома сутностями (див. також модель «сутність — зв'язок») А і Б, в якому елемент А може бути пов'язаний із багатьма елементами Б, але член Б пов'язаний лише з одним елементом А. Подумаймо, наприклад, про А як про книги, а про Б — як про сторінки. Книга може мати багато сторінок, а сторінка може бути лише в одній книзі.
У реляційній базі даних, відношення один-до-багатьох існує, коли один рядок таблиці А можу бути пов'язаний із багатьма рядками таблиці Б, але один рядок таблиці Б пов'язаний лише з одним рядком таблиці А. Важливо зазначити, що відношення один-до-багатьох — не властивість даних, а радше саме відношення. Може статися, що список авторів та їхніх книг описує книги лише одного автора, в такому випадку один рядок таблиці книг посилатиметься лише на один рядок таблиці авторів, але саме відношення — не один-до-багатьох, тому що книги можуть мати понад одного автора, утворюючи відношення багато-до-багатьох.
Протилежністю один-до-багатьох є багато-до-одного.

## Нотації на діаграмах «сутність— зв'язок»
Однією з нотацій, описаною в моделюванні «сутність — зв'язок», є нотація Чена, початково створена Пітером Ченом 1976 року, в якій відношення один-до-багатьох позначається 1:N, де N представляє кардинальність і може бути 0 або вище.
Відношення багато-до-одного іноді позначається N:1.